# Le Grelot
Le Grelot fue una revista satírica francesa publicada entre 1871 y 1903.

## Historia
Revista satírica publicada en Francia entre 1871 y 1903, sufrió con frecuencia los efectos de la censura.
Fue fundada por Arnold Mortier y su primer número apareció el 9 de abril de 1871, siendo una publicación contraria a la Comuna de París. Años más tarde su posición sería descrita como «marcadamente antiboulangista».
En ella colaboraron dibujantes como Bertall o Alfred Le Petit, entre otros.